# Amphipterygium molle
Amphipterygium molle är en sumakväxtart som först beskrevs av William Botting Hemsley, och fick sitt nu gällande namn av Hemsl. & Rose och Standley. Amphipterygium molle ingår i släktet Amphipterygium och familjen sumakväxter. Inga underarter finns listade i Catalogue of Life.